# Villa romana di Marsicovetere
La villa romana di Marsicovetere è una villa rustica scoperta nel 2006 in località Barricelle nel territorio comunale di Marsicovetere,in provincia di Potenza. La villa fu abitata dal II secolo a.C. al VII secolo d.C.. Fu monumentalizzata in età imperiale allorché fu di proprietà dei Bruttii Praesentes, una famiglia lucana che ha dato i natali fra gli altri all'imperatrice Bruttia Crispina, moglie di Commodo nel 178.

## Scoperta
In seguito alla scoperta di giacimenti petroliferi in Basilicata, l'Eni avviò nel 1999 opere di infrastrutturazione per il trasporto di petrolio e altri idrocarburi realizzando condotte coincidenti con le linee che collegano i pozzi petroliferi al centro Oli Eni di Viggiano. Tali opere hanno permesso di analizzare il sottosuolo lucano a livello archeologico. Le ricerche si sono concentrate in modo particolare su una area di circa 44 km2 sul litorale sinistro del fiume Agri.
Durante le attività di scavo, sempre affiancate da un addetto della Soprintendenza per i Beni Archeologici della Basilicata, è stata rinvenuta nel 2006 la villa di Marsicovetere, ritrovamento significativo per l'estensione e la rilevanza storica.
Lo scavo, ancora non del tutto terminato nel giugno del 2016, è proseguito per conto della Soprintendenza per i Beni Archeologici della Basilicata. La direzione scientifica dello scavo è di Alfonsina Russo, le indagini sul campo sono condotte da Maria Pina Gargano e lo studio delle iscrizioni e delle ceramiche è a cura di Helga di Giuseppe. Inoltre hanno lavorato allo scavo numerosi operai specializzati, ingegneri e topografi.

## Storia
La villa è situata ai piedi del monte Volturino ed è costeggiata dal torrente Molinara, affluente del fiume Agri. La posizione è considerata strategica in quanto estremamente vicina alla Via Herculia, che collegava l'area con le città di Potentia, Venusia e Grumentum (probabili mercati dei prodotti realizzati nella villa) e all'incrocio di quest'ultima con un percorso trasversale che giungeva in Campania. La felice posizione geografica ha fatto sì che la villa continuasse a essere occupata per tutta l’età tardoantica e fino agli inizi del VII sec. d.C., sia pur con profonde modifiche planimetriche e di destinazione d'uso, che interessarono principalmente la pars urbana.
Il rinvenimento, in corso di scavo, di dodici tegole bollate recanti la formula onomastica che rimanda ad un Caius Bruttius Praesens, ha reso possibile l'attribuzione della villa ai Bruttii Praesentes, noti alle cronache storiche per aver dato i natali a consoli e senatori, nonché a Bruttia Crispina “l'imperatrice lucana” sposa dell imperatore Commodo nel 178 d.C..
Caius Bruttius Praesens era nome sia del padre che del nonno di Crispina dunque la proprietà potrebbe essere stata, in origine, del Caius Praesens nonno, dal quale poi il figlio omonimo l'avrebbe ereditata o potrebbe esser stata costruita dal Caius Praesens padre, che l'avrebbe poi data in eredità a sua figlia. Probabilmente a seguito del matrimonio fra Crispina e Commodo, la proprietà passa dai Bruttii Praesentes alla famiglia imperiale. A conferma dello stretto legame fra la villa e la famiglia imperiale dell'epoca vi è il prezioso sigillo recante il nome di un liberto dell'imperatore Commodo, Moderatus, che, alla luce di quanto sappiamo sulle antiche forme di gestione delle proprietà imperiali, si può ipotizzare fosse incaricato di gestire l'impianto in nome e per conto dell'imperatore.

## Cause di crollo
Al fine di fare chiarezza sulla tipologia dell'evento che ha portato al crollo della villa sono state fatte indagini di tipo geologico, geofisico e ingegneristico. Tali indagini operate nella superficie limitrofa allo scavo permettono di affermare che il crollo non può essere attribuito a fenomeni naturali come frane o alluvioni; si esclude anche un crollo dovuto al sovraccarico delle coperture in seguito a una copiosa precipitazione nevosa.
Sono molti invece gli esiti che depongono a favore di un terremoto. Come già noto per il bacino della Val d’Agri, gli studi sottolineano come i sedimenti presenti nella valle comportino l'amplificazione del moto sismico. Fatti importanti sono il ritrovamento di un corpo e la datazione del crollo.
All'interno della villa è stato rinvenuto lo scheletro di un individuo adulto di sesso maschile. La salma si trovava in un luogo decisamente inusuale per la sepoltura; in più la particolare posizione delle parti del corpo fa pensare che l'uomo sia stato colto da morte improvvisa. Il corpo è stato rinvenuto su un fianco con gli arti inferiori flessi e con uno degli arti superiori sul capo in una collocazione stratigrafica significativa, ovvero al di sopra del pavimento della villa e sotto ai calcinacci dovuti al crollo. Nella stessa collocazione stratigrafica è stata ritrovata una moneta attribuibile ad Antonino Pio che permette agli esperti di collocare il sisma in un periodo storico risalente alla fine del I secolo inizi del II sec d.C.. Tale data risale a circa 1700 anni prima del terremoto che devastò parte della Val d’Agri nel 1857, in accordo con i tempi di ricorrenza dei terremoti sulle faglie appenniniche.

## Descrizione
Fino al gennaio 2012 sono stati messi in luce circa 2300 m2 di un vasto complesso edilizio corrispondente al modello di villa rustica residenziale e produttiva delineato da Catone e Varrone, ossia al modello di una costruzione comprendente tre aree:
- nella zona nord-orientale la pars rustica, destinata al personale di servizio;
- nella zona sud-orientale la pars fructuaria, comprendente gli impianti dedicati alla produzione soprattutto di olio di oliva e tessuti di lana;
- nella zona occidentale, la pars urbana, molto ampia e riccamente decorata, comprendente le residenze dei proprietari e degli amministratori della tenuta.

La villa si è sviluppata in un lungo periodo che va dall'età augustea all'alto medioevo (I sec a.C. – VII sec d.C.). Nel corso degli anni la villa ha subito varie trasformazioni sia sul piano della struttura sia per quanto riguarda la destinazione d'uso dei vari locali. Gli esperti tendono a suddividere l'avanzamento della villa in cinque periodi fondamentali.

### Prima fase
Fine II – metà I sec a.C.
Nella prima fase la pianta della villa ha una forma rettangolare. I muri costruiti a secco con blocchi di pietra calcarea sono parzialmente visibili a causa delle successive ricostruzioni. Nella parte meridionale della villa, allo stesso livello di stratificazione, sono stati rinvenuti numerosi resti di ossa animali: ciò fa pensare all'esistenza di una fattoria.
Ad oggi mancano dati cronologici per il preciso inquadramento della struttura in questa prima fase, ma la presenza di ceramica a vernice nera e a pasta grigia testimonia il popolamento della villa negli ultimi anni del II secolo a.C. L'assenza di sigillata italica in questo strato induce a fissare la conclusione della prima fase intorno alla metà del I sec. a.C. e ad ipotizzare che il sito sia stato abbandonato in seguito alla guerra sociale.

### Seconda fase
Età augustea – fine I - Inizi II sec. a.C.
In questa fase vi è una completa riorganizzazione degli spazi. Nella zona nord è presente una vasca di raccolta che era utilizzata per lo stoccaggio dell'olio ed era munita di pozzetto di decantazione. Il settore settentrionale era invece dedicato alla produzione di vino. In questa zona sono state rinvenute le buche per il torchio a vite, tre grandi contenitori per lo stoccaggio e una vasca di raccolta. Oltre a queste attività all'interno della villa era presente una zona destinata alla lavorazione della lana e nella parte nord-est era presente l'area utilizzata per l'allevamento costituita in gran parte dalle stalle. Nella villa erano previsti alcuni ambienti destinati alla servitù.

### Terza fase
Prima metà II – seconda metà III sec. d.C
Il crollo sismico collocato temporalmente verso la fine del I - inizi II sec.d.C. è il punto di partenza della terza fase. La villa in questa fase sarà occupata ininterrottamente fino agli inizi III secolo d.C. La planimetria dello stabile in questa fase non subisce particolari variazioni. Gli ambienti sono collocati nei pressi del cortile e i muri della fase precedente vengono riutilizzati. Nella zona settentrionale della villa, tre ambienti vengono unificati costituendo, in questa fase, un unico ambiente di 54 metri quadrati.
Il pavimento è realizzato con tegole piane sistemate di piatto e fissate con terra. Il materiale ceramico e i resti di argilla cotta lasciano supporre che il nuovo locale fosse una cucina dotata di due piani cottura.
A questa fase appartengono reperti come coppe in terra sigillata africana, molte lucerne con becco tondo, un sigillo in bronzo e frammenti di tegola con bollo, che riconducono alla potente famiglia dei Bruttii Praesentes.

### Quarta fase
Fine II-inizi III – metà IV sec. d.C.
Anche nella quarta fase avviene una la riorganizzazione di alcuni locali attraverso la realizzazione di un nuovo ambiente, a pianta rettangolare. Nel nuovo ambiente sono stati rinvenuti i resti del crollo. Il nuovo pavimento è stato realizzato con piccole pietre di malta biancastra e in un angolo a sud vi era un piccolo focolare dalla quale provengono delle ceramiche annerite. Ciò rafforza l'ipotesi che si tratti di un vano cucina.
A questa fase sono attribuibili le sepolture di due bambini rinvenute nel cortile: le tombe sono state collocate in uno strato al di sopra del crollo.
La costruzione dei muri in questa fase risulta differente rispetto alle precedenti poiché sono state utilizzare pietre calcare locali disposte in modo del tutto regolare.

### Quinta fase
Seconda metà IV – metà V sec. d.C.
L'ultima fase di vita della villa ufficialmente è questa, databile al periodo compreso fra seconda metà del IV e la metà del V sec. d.C. In realtà gli archeologi che hanno lavorato allo scavo pensano che la villa sia stata popolata nell'alto medioevo e ipotizzano una sesta fase testimoniata dai resti di un villaggi a capanne comunemente costruiti in Italia tra il IX e il X sec.d.C. Fra questi materiali i più interessanti sono uno stilo in osso e un anello in bronzo con un serpente inciso nel centro.

## Ritrovamenti
La Villa Romana in Località Barricelle ha restituito numerosi reperti appartenenti alla vita quotidiana, a quella lavorativa e alla sfera funeraria. Di particolare importanza sono 12 tegole bollate, un signaculum in bronzo, un'epigrafe funeraria e un anulus signatorius; anche alcuni oggetti della vita quotidiana sono degni di nota. I resti appartengono a fasi cronologicamente diverse.

### Tegole bollate
Nella prima parte dello scavo sono state rinvenute in primo luogo due tegole con bollo. Inizialmente la decodifica risultò ostica, in quanto i frammenti riportavano spezzoni della scritta che divenne più chiara con il prosieguo dello scavo e dopo il ritrovamento di altre 10 tegole.  Su di esse è incisa la formula onomastica abbreviata “CBRVTTPRAE”. Tale formula conduce a identificare il personaggio indicato sulle tegole in membro della potente famiglia dei Brutti Praesentes, in particolare nell'imperatrice Bruttia Crispina.

### L'epigrafe funeraria
L'epigrafe funeraria in questione molto probabilmente è stata riutilizzata come soglia in tarda epoca, infatti è così che è stata rinvenuta dagli archeologi. Questo tipo di lapide (arca lucana o cupa), particolarmente diffusa nell'Italia meridionale, ha forma quasi rettangolare. Sulla sua superficie è visibile un quadrato di circa 30 cm che contiene un testo organizzato su quattro righe. L'incisione riporta la dedica da parte di una probabile serva della villa al padre morto all'età di 40 anni. L'importanza dell'epigrafe risiede nel fatto che grazie ad essa, e ad un'altra lapide rinvenuta a Venosa, si sono potuti ricostruire i rapporti e le vicende della famiglia dei Bruttii Praesentes e dei loro servi nel territorio lucano. Ciò è stato possibile attraverso un incrocio di nomi e cognomi riportati sulle lapidi.

### Il signaculum
Un altro ritrovamento che comprova ulteriormente l'appartenenza della villa alla famiglia dei Bruttii Praesentes è un sigillo in bronzo. Il sigillo di forma lunare apre nuove considerazioni sul passaggio di proprietà della villa. L'iscrizione presente sul sigillo ha un andamento sinistrorso, in rilievo è visibile la scritta "MODERATI AVG". L'Augusto in questione è probabilmente l'imperatore Commodo e Moderatus è il servo incaricato di gestire la villa per conto dell'imperatore stesso. Tale identificazione è possibile dal momento che Bruttia Crispina e Commodo nel 178 d.C. si strinsero in matrimonio. Si aggiunge a ciò il fatto che la tipologia di sigillo è compatibile con quelle di circolazione sotto Commodo che era solito fare uso di sigilli di questo tipo per firmare documenti e delegare ai suoi servi l'amministrazione dei suoi averi.

### L'anulus signatorius
Tra i materiali rinvenuti nella villa è incluso un anello di bronzo probabilmente destinato ad un uomo considerate le dimensioni molto grandi. Su di esso è inciso un monogramma contornato da una doppia fila di perline laterali. Si tratta di un anello che aveva la particolare funzione di timbro per la cera che sigillava i documenti (anulus signatorius). In questo modo l'origine dei documenti risultava sempre chiara.
Si pensa che sia un anulus signatoris appartenente all'epoca repubblicana. Nonostante l'anello sembri testimoniare la continuità delle pratiche amministrative da parte della famiglia dei Bruttii Praesentes non ci è dato sapere se la villa sia entrata a far parte del patrimonio degli Antonini.

### Altri oggetti di vita quotidiana e lavorativa
Numerosi sono gli oggetti di vita quotidiana rinvenuti nella villa:
- piatti, coppe, coppette in sigillata italica databili tra il I sec. a.C. e il I sec. d.C., decorate con motivi vegetali, animali o “a rotella” e spesso bollate sul fondo;
- le coppe in terra sigillata africana della fase Antonina, con decorazione vegetale;
- pettini in osso lavorato;
- lucerne per l'illuminazione dei vani, del tipo “a protomi di cigno”, a disco, con becco tondo;
- oggetti di ornamento come anelli e vaghi in ambra e in pasta vitrea;
- fibule in bronzo, del tipo “a cerniera” o a soggetto zoomorfo, riproducenti pavoni, colombe e cavalli;
- monete in bronzo e in argento.

### Sepolture
Successive all'abbandono della villa sono sette sepolture, sei monosome e una bisoma. Un esempio è offerto da due tombe rinvenute all'interno della pars urbana: la prima accoglie una mamma deposta supina con un braccialetto in sottile verga di bronzo ancora indossato al polso e la seconda invece accoglie il suo bambino molto piccolo, forse morto subito dopo la nascita.
Queste due sepolture sono particolarmente interessanti per la presenza di una brocca posizionata verticalmente nel terreno, da interpretarsi come strumento utilizzato nell'antica pratica cristiana del refrigerium. Tale pratica consisteva in una serie di gesti volti a "refrigerare" il defunto per ottenerne la beatitudine eterna. Le due sepolture, pertanto, rappresentano una delle più antiche testimonianze della diffusione del cristianesimo in Basilicata.

## Progetto di valorizzazione
L'importanza che la villa di Barricelle a livello archeologico riveste nel territorio della Lucania antica e più in dettaglio della Val d'Agri, unita alla cooperazione tra Eni e Ministero per i Beni e le Attività Culturali hanno portato all'ideazione del “Progetto di recupero, di valorizzazione di fruizione della Villa di Baricelle” avanzato nel luglio 2008.
Il progetto prevede l'inserimento del nuovo sito in località Barricelle nel tradizionale tour guidato al parco archeologico e al Museo della città Romana di Grumentum.
Il piano di lavoro si suddivide in due lotti.

### Primo lotto
Il Primo lotto ha come obiettivo principale la continuazione della ricerca archeologica, attraverso l'ottenimento di ulteriori dati per favorire il restauro delle strutture e dei reperti archeologici, la ricomposizione storica del territorio dell'Alta Val d'Agri attraverso analisi paleozoologiche e paleobotaniche e infine la catalogazione di tutti i materiali ritrovati all'interno della villa.
Le operazioni previste dal primo lotto, quasi del tutto giunte a termine, sono state bloccate nel giugno 2016 per questioni burocratiche.

### Secondo lotto
Il Secondo lotto punta a rendere la villa accessibile al pubblico attraverso vari interventi di marketing culturale. La fruizione della villa sarà resa possibile grazie alla realizzazione di aree di sosta, parcheggi e segnaletica. Inoltre fondamentali saranno le opere di allestimento di una libreria e soprattutto la ricostruzione di alcuni locali dell'antica villa. Infatti è previsto il rifacimento dei locali di deposito del vino, dell'olio e di quelli che erano destinati alla lavorazione della lana; di un angolo del peristilio che sarà popolato da un giardino ricreato grazie all'ingegneria naturalistica; di un cubiculum e un triclinio situati nella zona sud-est del peristilio;
Ad accompagnare i visitatori nel tour della villa sarà la stessa imperatrice Crispina che prenderà vita attraverso ologrammi e racconterà la sua storia. Dal punto di vista didattico il progetto prevede la realizzazione di cinque percorsi tematici che verteranno:
- sulla storia del petrolio dall'antichità ad oggi;
- sul paesaggio agrario dell'epoca e sulle principali attività di trasformazione dei prodotti;
- sul terremoto che distrusse la villa;
- sulla famiglia dei Brutti Praesentes;
- sull'edilizia nell'epoca antica.

Nel progetto sono inclusi supporti multimediali tra i cui un impianto che consentirà un viaggio virtuale nel passato, laboratori di archeologia e la creazione di una mascotte destinata ai visitatori più piccoli.

## Rapporto con ENI
Eni e la Soprintendenza per i Beni archeologici della Basilicata nel 1999 hanno stipulato un accordo in occasione dell'avvio dei lavori per la costruzione dell'oleodotto che permette a Eni di costruire le condotte salvaguardando il territorio grazie alle attività di archeologia preventiva.
Il ritrovamento ha impedito di ultimare la costruzione della condotta e, vagliato l'alto livello di antropizzazione dell'area, non è stato possibile individuare un percorso diverso da quello originario. Dunque si è deciso di realizzare un microtunnel costruito a una profondità tale da passare sotto la villa e da non interferire con le ricerche future.
Il microtunnel, realizzato secondo le normative vigenti e in accordo con le peculiarità geotecniche del terreno, è situato ad una profondità di 12 metri dallo scavo. Ha un diametro di 3000 millimetri, una lunghezza di 80 metri e ingloba al suo interno 5 condotte per il trasporto di idrocarburi, 2 cavi elettrici di media tensione e 2 fibre ottiche e cavi di controllo.
Dopo il ritrovamento, Eni ha firmato con la Direzione Regionale per i Beni Culturali della Basilicata un protocollo per il recupero e la valorizzazione della villa per un investimento da parte di Eni e Shell pari a 2.794.800 euro.